# پیشتازان فضا به‌سوی تاریکی

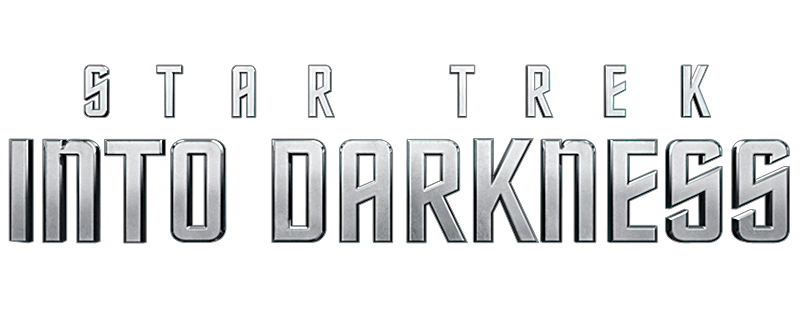
پیشتازان فضا به‌سوی تاریکی

پیشتازان فضا به‌سوی تاریکی (به انگلیسی: Star Trek Into Darkness) دوازدهمین فیلم از مجموعه فیلم‌های پیشتازان فضا است که در سال ۲۰۱۳ م. به کارگردانی جی. جی. آبرامز به عنوان ادامه‌ای برای فیلم پیشتازان فضا (۲۰۰۹) ساخته‌شد.
نویسندگان این فیلم روبرتو اورکی و الکس کورتزمان هستند. کاپیتان جیمز با بازی کریس پاین، اسپاک (زکری کینتو) و نیوتا آهوارا (زویی سالدانا) بازیگران اصلی این قسمت هستند.
فیلم‌برداری پیشتازان فضا از ژانویهٔ ۲۰۱۲ آغاز شد و تا مهٔ ۲۰۱۲ ادامه پیدا کرد. تمامی صحنه‌ها نیز در شهر کالیفرنیا ضبط شد. جلوه‌های ویژهٔ فیلم بر عهدهٔ شرکت «Industrial Light & Magic» بوده‌است. همچنین سه‌بعدی‌سازی فیلم در مراحل پس از تولید انجام شد.

## خلاصهٔ فیلم
هنگامی که خدمهٔ سفینهٔ فضایی به خانه بازمی‌گردند شاهد انفجاری عظیم می‌شوند که همه‌چیز را درهم می‌ریزد. کاپیتان کرک مأمور می‌شود که عامل این خرابی را که گویا یکی از خودی‌ها است، پیدا کند و در حین اینکار درگیر ماجراهایی می‌شود ... .
در سال ۲۲۵۹م ، کاپیتان جیمز تی کرک از فرماندهی کشتی فضایی اینترپرایز به دلیل نقض دستورالعمل نخستن که بخاطر نشان دادن کشتی به ساکنان اولیه سیاره نیبیرو به منظور نجات آنها و اسپاک از یک فوران آتشفشانی فاجعه‌آمیز برکنار شد. دریاسالار کریستوفر پایک به عنوان افسر فرمانده بازگردانده می شود و جیمز کرک به افسر اول تنزل می یابد. اسپاک به کشتی دیگری منتقل می شود.
اندکی بعد، افسر ناوگان ستارگان، توماس هاروود، که توسط فرمانده جان هریسون فرستاده شده بود، یک تأسیسات بخش 31 را در لندن بمباران می کند. در طول یک جلسه اضطراری در مورد وضعیت، فرمانده هریسون از یک کشتی برای کمین و کشتن دریاسالار پایک و سایر افسران ارشد استفاده می کند، قبل از اینکه به کرونوس، دنیای خانه کلینگون های متخاصم منتقل شود.
دریاسالار الکساندر مارکوس جیمز کرک و اسپاک را با دستور کشتن فرمانده هریسون با استفاده از یک اژدر رادارگریز دوربرد جدید به اینترپرایز بازمیگرداند. مهندس ارشد مونتگومری اسکات با اجازه دادن به اژدرهای آزمایش نشده بدون اطلاع از مشخصات آنها مخالف است. زمانی که او را رد کرد، استعفا می دهد. کرک پاول چکوف را به جای مهندس ارشد اسکاتی منصوب می کند. در مسیر رسیدن به سیاره کرونوس، قابلیت‌های Warp Enterprise غیرفعال می‌شوند. جیمز کرک تیمی را با اسپاک و اوهورا به سمت سیاره کرونوس هدایت می‌کند، جایی که گشت‌های کلینگون در کمین آن‌ها قرار می‌گیرند. فرمانده هریسون ظاهر می شود و کلینگون ها را می کشد. هریسون وقتی از تعداد دقیق اژدرهای موجود در اینترپرایز مطلع شد، تسلیم میشود
دکتر لئونارد مک کوی و دختر دریاسالار مارکوس، دکتر کارول مارکوس، به اصرار فرمانده هریسون اژدری را باز می‌کنند و نشان می‌دهند که اژدرها حاوی انسان‌های یخ زده هستند. هریسون به اداره اینترپرایز برده می شود، جایی که او هویت واقعی خود را به عنوان خان نونین سینگ، یک ابرانسان دستکاری شده ژنتیکی نشان می دهد که توسط دریاسالار مارکوس از خواب قرن ها بیدار شده و مجبور به توسعه سلاح های پیشرفته شده است. خان سینگ فاش می‌کند که مارکوس درایو Warp Enterprise را خراب کرده و قصد داشت کلینگون‌ها کشتی را پس از شلیک به سیاره کرونوس نابود کنند و جرقه جنگ با امپراتوری کلینگون را برانگیخت. خان همچنین مجموعه‌ای از مختصات را به جیمز کرک می‌دهد که جیمز کرک از اسکات می‌خواهد در مورد آنها تحقیق کند. اسکات متوجه می شود که مختصاتی که به تاسیسات مخفی ستارگان منتهی می شود
سفینه اینترپرایز توسط یک ناو جنگی بسیار بزرگتر به نام سفینه یو آس اس وینجینس به فرماندهی دریاسالار مارکوس رهگیری می شود. دریاسالار مارکوس از جیمز کرک می خواهد که خان سینگ را تحویل وی دهد، اما اینترپرایز برای افشای او به زمین می گریزد. پس از اینکه ناو جنگی ونجینس سفینه اینترپرایز را در نزدیکی ماه غیرفعال کرد، کارول مارکوس حضور خود را در عرشه اینترپرایز نشان میدهد تا حمله را متوقف کند. دریاسالار مارکوس قبل از اینکه دستور نابودی اینترپرایز را بدهد، دخترش کارول را به زور به رزم ناو ونجینس منتقل می کند.
رزم ناو ونجینس پس از خرابکاری توسط اسکات، که به کشتی نفوذ کرد، قدرت خود را از دست می دهد. جیمز کرک و خان سینگ با انتقال دهندگان پایین، با دانش دومی از طراحی کشتی جنگی، به سمت ونجینس می‌پرند. در همین حال، اسپاک با آینده‌اش در نیو ولکان تماس می‌گیرد و او از برخورد خود با خان سینگ به او می‌گوید و هشدار می‌دهد که نمی‌توان به او اعتماد کرد. خان سینگ پس از مبارزه برای رسیدن به پل، به جیمز کرک، اسکات و به کارول غلبه می‌کند، دریاسالار مارکوس را می‌کشد و کنترل رزم ناو ونجینس را به دست می‌گیرد.
خان سینگ در اینترپرایز از اسپاک می خواهد که خدمه یخ زده اش را در ازای افسران اینترپرایز بازگرداند. اسپاک موافقت می کند، زیرا مک کوی به طور مخفیانه خدمه یخ زده خان را از قبل از اژدرهای اینترپرایز خارج کرده بود. هنگامی که خان سینگ شروع به تیراندازی در اینترپرایز می کند، اسپاک کلاهک های جنگی را منفجر می کند و کشتی اینترپرایز را فلج می کند. با گرفتار شدن هر دو سفینه در گرانش زمین، آن دو به سمت سطح زمین سقوط می کنند. کرک وارد محفظه راکتور رادیواکتیو اینترپرایز می شود تا هسته را مجددا تنظیم کند و خود را قربانی نجات کشتی اینترپرایز کند.

## بازیگران
- کریس پاین در نقش کاپیتان جیمز تی. کرک
- زاکاری کوییئنتو در نقش فرمانده اسپاک
- کارل اربن در نقش دکتر لیونارد بونز مک کوی
- زویی سالدانا در نقش ستوان نیوتا اهورا
- سایمون پگ در نقش ستوان فرمانده مانتگوموری اسکاتی اسکات
- جان چو در نقش ستوان هیکارو سولو
- بندیکت کامبربچ در نقش خان
- آنتون یلچین در نقش انساین پاول چخوف
- بروس گرینوود در نقش کریستوفر پایک
- پیتر ولر در نقش الکساندر مارکس
- الیس ایو در نقش دکتر کرول مارکس[۲]
- نوئل کلارک در نقش توماس هروود
- نازنین کانترکتور در نقش ریما هروود